# تجربة UA2

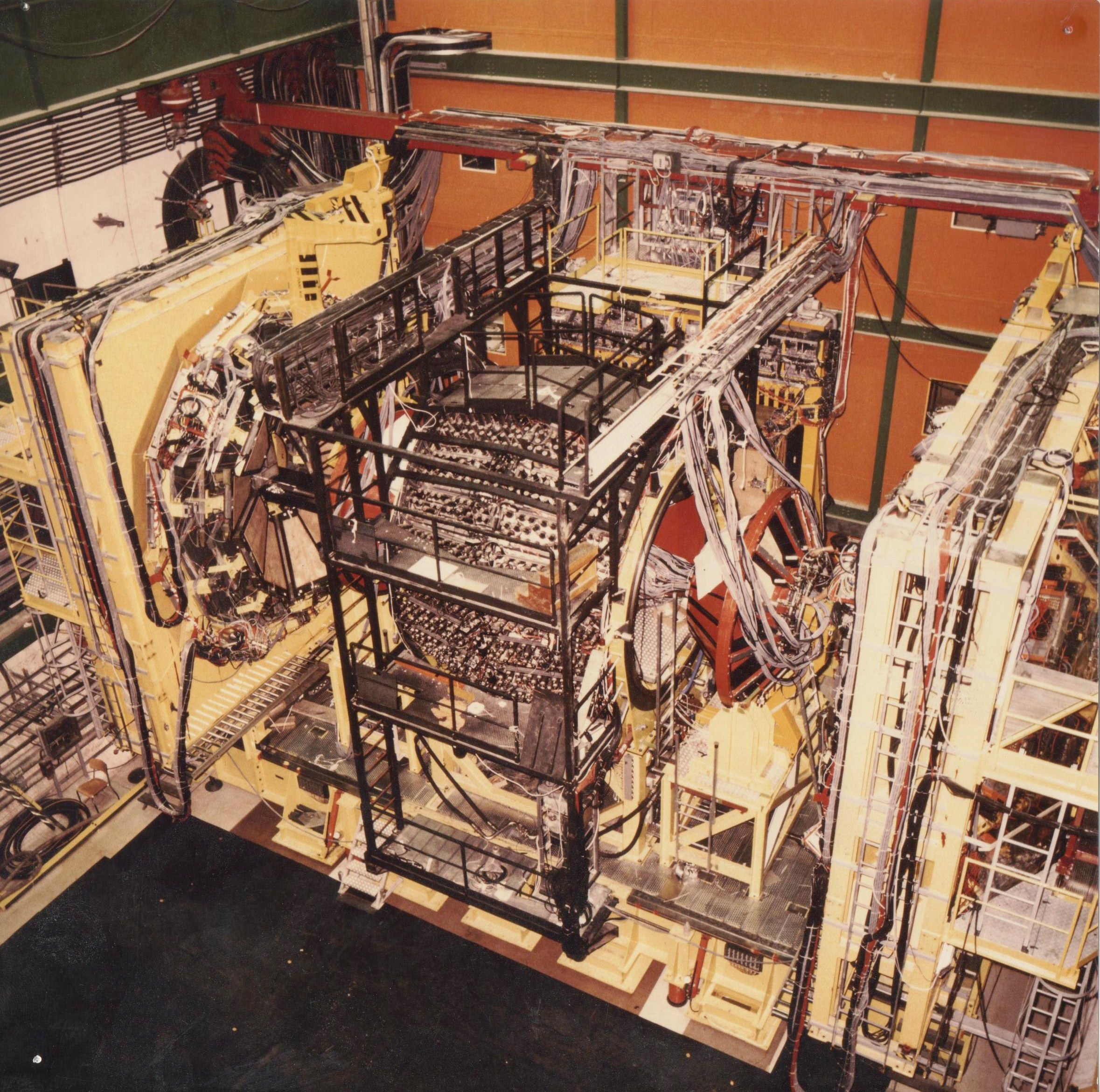
كاشف UA2

تجربة UA2 إحدى التجارب الأساسية في فيزياء الطاقة العالية التي تم تشغيلها في معمل سيرن على مصادم المسرع الأكبر للبروتونات ، وبواسطتها وتجربة UA1 تم اكتشاف بوزونات دبليو وزد عام 1983 .

## وصلات خارجية
- UA2 story from cern-discoveries website
- CERN Courier on UA2
- Karl Jakobs, The Physics Results of the UA2 Experiment at the CERN pp Collider, 1994 نسخة محفوظة 26 أبريل 2019 على موقع واي باك مشين.
- CERN Courier on W and Z
- UA2 materials collection at CERN